# Magnificent Mile

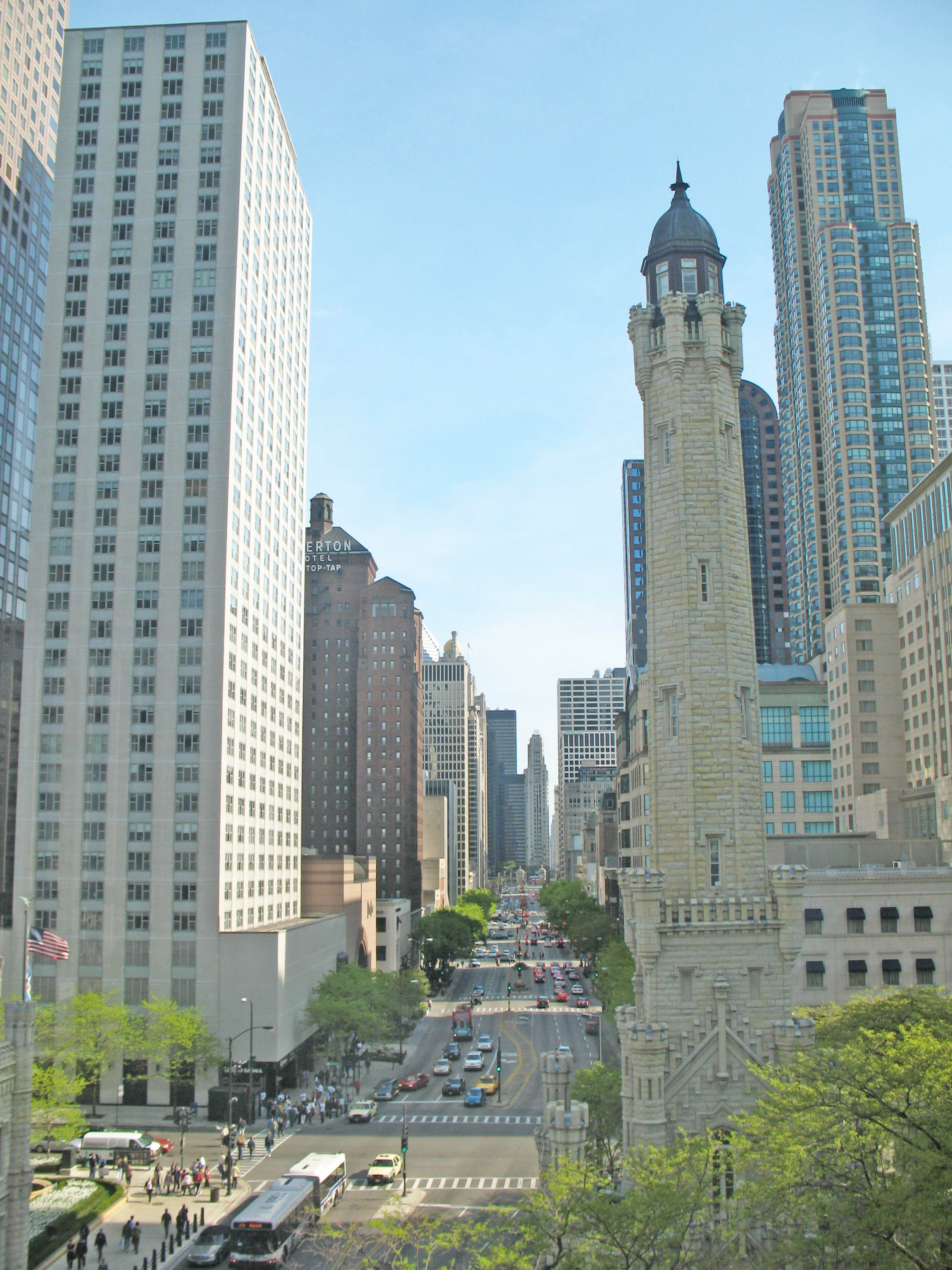
Le Magnificent Mile.

Le Magnificent Mile est une portion de la célèbre Michigan Avenue qui traverse du nord au sud le centre de la ville de Chicago (Illinois). Le Magnificent Mile comprend dans ses limites de grands magasins haut de gamme, des restaurants, des détaillants de luxe, des bars et terrasses, des bâtiments résidentiels et commerciaux, des sociétés de services financiers et d'hôtels destinés principalement aux touristes et aux personnes aisées. Le Magnificent Mile comprend 290 000 m2 d'espace de vente au détail, 460 magasins, 275 restaurants, 51 hôtels et une multitude d'attractions touristiques et de divertissement pour plus de 22 millions de visiteurs chaque année.

## Situation et accès
Elle s'étend du pont de Michigan Avenue (qui enjambe la rivière Chicago) à Oak Street dans le secteur de Near North Side. Situé à un bloc à l'est de Rush Street, qui est connue pour son animation nocturne, le Magnificent Mile sert de principal axe entre le secteur du Loop et le quartier historique du Gold Coast Historic District.

## Origine du nom
C'est l'homme d'affaires  Arthur Rubloff de la Rubloff Company qui a donné son nom au Magnificent Mile dans les années 1940.

## Historique
Le Magnificent Mile contient plusieurs quartiers historiques dont le Old Chicago Water Tower District qui comprend certains des édifices les plus prestigieux de Chicago et le Michigan–Wacker Historic District, réputé pour ses nombreux bâtiments historiques.

## Bâtiments remarquables et lieux de mémoire
Il abrite des restaurants, des hôtels, des commerces de luxe et plusieurs des plus hauts immeubles du monde. Parmi les bâtiments les plus intéressants se trouvent le Wrigley Building, le 875 North Michigan Avenue, la Tribune Tower, l'InterContinental Chicago Magnificent Mile, la Water Tower et la Pumping Station.